# Geek
Geek je pojam iz engleskog jezika (u žargonu: "štreber", "čudak" ), koji ima širok raspon raznih značenja: od "znanstvenog, informatičkog, eksperta ili entuzijasta", do općenito pogrdnog "antipatičnog osobenjaka koji je po općem sudu svoje okoline pretjerano intelektualan". 

## Definicije
U američkom slangu "Geekove" često nazivaju "nerds", tzv. štreberi. 2007. jedan satirički show definirao je razliku između "geekova" i "nerdova": prvi znaju praktično primijeniti svoje znanje, dok drugi ostaju u sferi teorije.
Ostale definicije uključuju:
- Pogrdni opis introvertirane, slabo socijalizirane, pomalo otuđene, natprosječno inteligentne osobe, opsesivno posvećene intelektualnom istraživanju
- Osobe koje biraju koncentraciju umjesto skladne udobnosti ("mozak na pašu"), ne mareći za glavne tokove društvene (ne)prihvatljivosti
- Osobe intenzivno zainteresirane za tehnička i tehnološka dostignuća svih vrsta, a posebno na polju prirodnih znanosti
- Osobe koje pojam hacker rabe u pozitivnom smislu, iako većinom ne spadaju u tu kategoriju

## Samoidentifikacija
Iako sam opis neke osobe kao "geeka" ima uvredljivu konotaciju, odnedavno ga se smatra kao kompliment ili iznimno priznanje za računalna znanja ili vještine u nekim zahtjevnim tehničkim disciplinama (npr. u konzolnim ili PC-igrama). 
Chris Prillo je poznati "geek" i ima svoj kanal na YouTube-u, svoju stranicu i koristi se na mnogim servisima. Poznat je po odličnom znanju o računalima i svojoj tehnološkoj podršci, koju obični ljudi znaju zvati "Nazovi-štrebera".
Ipak, ostaje uvriježeno pogrdno i negativno poimanje "geeka": osoba zaokupljena svojim područjem interesa na uštrb društvenog statusa i osobne higijene.

## Geek chic(geekdjevojka)
"Geek chic" je pojam za osobu ženskog spola s interesima kao i "geek"-ovi, ali se može "prepoznati" tako što nosi:
- naočale tamnih rubova
- majice sa svježim i inventivnim geek-natpisima ili dosjetkama
- tehnološki napredne naprave ili uređaje
- stripove
- DVD-e ili videoigre

"Geek chic" image tj. izgled je mješavina alternativnih mladenačkih modnih stilova. 

## Vezane stranice
- Hrvatski geek portal